# Turbo GT
Turbo GT est un jeu vidéo de course français, créé en 1986 par Christophe Andréani et édité par ERE Informatique via la marque Gasoline Software. Le jeu a été développé pour les ordinateurs Atari ST. Christophe Andréani est aussi l'auteur du jeu Bubble Ghost sur Atari ST et Game Boy et du jeu Karate sur Oric.

## Principe de jeu
Turbo GT est un jeu vidéo de course de voitures en 2D pour un ou deux joueurs. Les circuits sont affichés intégralement en vue aérienne.
Au début du jeu, un menu s'affiche. Le joueur doit alors choisir le nombre de participants (1 ou 2) et le moyen de contrôle de sa voiture (clavier ou manette) puis sélectionner Turbo GT pour jouer.
Un premier circuit automobile, vu du dessus, s'affiche. Sur la ligne de départ, quatre véhicules sont prêts à partir. L'un d'eux, de couleur rouge, est contrôlé par le joueur. Ce dernier agit sur la direction et la vitesse du véhicule par l'intermédiaire du clavier ou d'une manette de commande (joystick). Les trois autres véhicules suivent des trajectoires préprogrammées contrôlées par l'ordinateur.
L'objectif du joueur est de faire arriver premier son véhicule au terme des cinq tours de circuit. S'il y parvient, un bruitage lui signale sa victoire puis un nouveau circuit, de tracé plus sinueux, apparaît et ainsi de suite jusqu'à concurrence de cinq circuits.
Lorsque le cinquième circuit a été parcouru avec succès par le joueur, le circuit numéro 1 s'affiche à nouveau. Mais son revêtement qui était jusqu'alors de couleur grise (asphalte), est cette fois de couleur ocre symbolisant une surface plus glissante (terre). La voiture contrôlée par le joueur a des réactions différentes et son comportement dans les virages est plus instable. Le joueur doit, dans ces conditions, parcourir à nouveau les cinq circuits.
Lorsque le cinquième circuit de terre est négocié, le circuit numéro 1 s'affiche à nouveau. Mais son revêtement est cette fois de couleur blanche, symbolisant une course sur glace. Il faut alors contrôler la voiture tout en finesse pour rester sur la piste.
Lorsque le cinquième circuit de glace est parcouru avec succès, le circuit numéro 1 s'affiche. Le revêtement est à nouveau de couleur grise (asphalte) mais, pour accroître la difficulté, les vitesses respectives des voitures-robot sont augmentées d'une unité. Le cycle précédent est ensuite effectué de la même manière avec ces nouvelles vitesses. Et ainsi de suite jusqu'à ce que la plus rapide des voitures-robot ait une vitesse maximale égale à celle du véhicule contrôlé par le joueur. Dans ce dernier cas, le cycle est reparcouru sans augmentation de la vitesse des voitures-robot.
Dès qu'une des voitures contrôlées par l'ordinateur gagne une course, un bruitage signale au joueur sa défaite puis le menu du jeu re-apparaît à l'écran.

Une course confronte quatre voitures. Dans le cas où il n'y a qu'un seul joueur, les trois autres véhicules sont contrôlés par l'ordinateur. Dans le cas où deux joueurs s'affrontent, seuls les deux véhicules restant sont pris en charge par l'ordinateur.

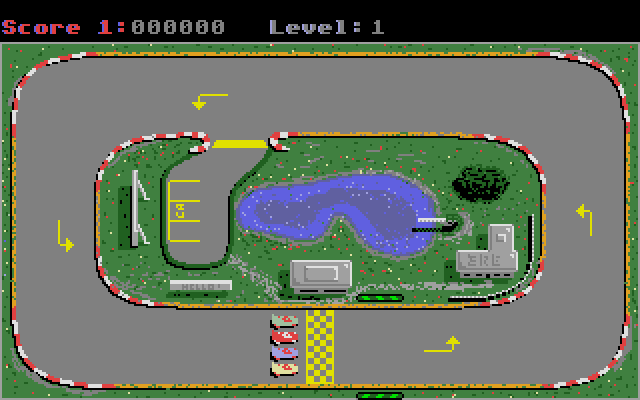
Circuit #1
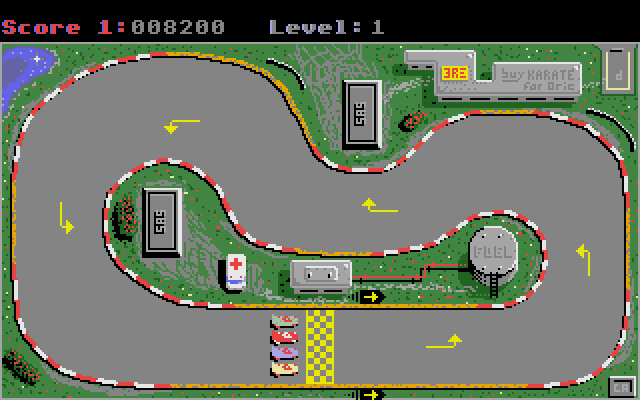
Circuit #2
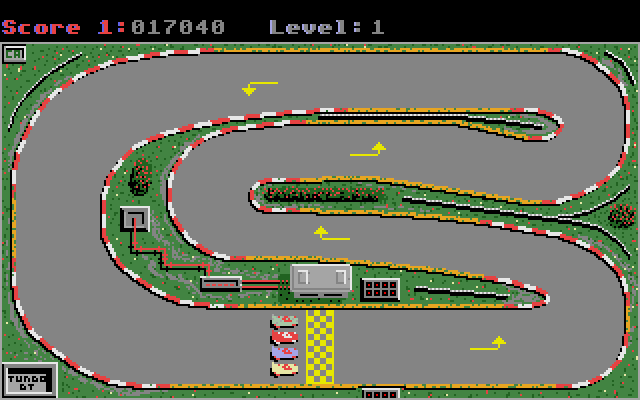
Circuit #3
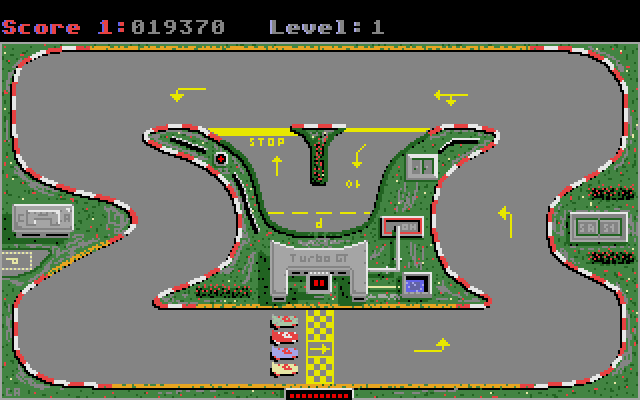
Circuit #4
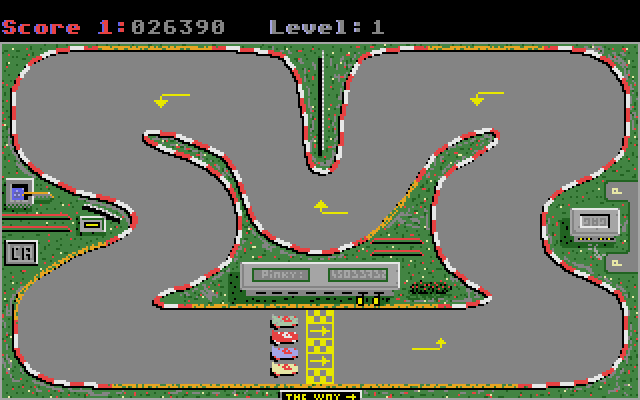
Circuit #5

## Versions
Il existe une version traduite en langue anglaise du jeu.

## Développement
Turbo GT est le premier jeu vidéo pour Atari ST publié par un éditeur français. Le jeu a été programmé en langage C (éditeur et compilateur : Mégamax C) et en assembleur 68000 sur un ordinateur Atari 1040 ST. Les graphismes ont été réalisés avec le logiciel de dessin Degas Elite. Le titre "Turbo GT", réalisé par Godefroy Troude, est inspiré du titre du magazine VIDEO 7.

## Réception critique
Les magazines informatiques suivants ont publié un article sur le jeu vidéo Turbo GT :
- SVM Science et Vie Micro N°37, mars 1987
- Tilt N° 41, avril 1987
- Génération 4 N°1, 4e trimestre 1987
- Tilt N°51, février 1988

## Anecdotes
Certains éléments du décor de Turbo GT ont une signification précise. Ils sont expliqués ci-dessous :
- Tableau N°1 : Les lettres "CA" sur la place de parking sont celle de l'auteur du logiciel, Christophe Andréani.
- Tableau N°2 : "Buy KARATE for Oric", sont une référence au logiciel Karaté réalisé auparavant par Christophe Andréani pour l'ordinateur Oric édité par Ère informatique.
- Tableau N°3 : De nouveau les lettres "CA" dans l'angle supérieur gauche de l'écran sont en référence à l'auteur Christophe Andréani.
- Tableau N°5 : "Pinky : 0145033732" est une publicité pour le Micro-serveur Minitel Pinky[2] de Godefroy Troude indiquant le numéro de téléphone du serveur. On note encore les lettres "CA" en référence au nom de l'auteur, Christophe Andréani.